# Al Jawadiya
Al Jawadiya, Yawadiyah o Al Jawadiyah (en árabe الجوادية; en kurdo: Çil Axa) es un poblado de la Gobernación de Hasaka, en el noreste de Siria. Es el centro administrativo de la nahiya de su nombre, que reúne 50 localidades. Sus habitantes son en similar proporción árabes y kurdos.